# Étatisme et anarchie
Étatisme et anarchie (en russe : (russe : Государственность и анархия, Gosudarstvennost' i anarkhiia, littéralement « État et anarchie ») est une des œuvres les plus connues du théoricien anarchiste russe Mikhaïl Aleksandrovitch Bakounine, publiée en 1873.
Contenant sa critique la plus développée du marxisme, l'ouvrage est le seul publié par Bakounine, de son vivant.

## Argument
Le premier tirage est de 1200 exemplaires, imprimés en Suisse, et introduits en contrebande en Russie. Ce texte est le seul, des principaux ouvrages de Bakounine, à avoir été écrit en russe. Visant principalement un lectorat russophone, l'auteur contribue à jeter les bases d'un mouvement anarchiste russe, en tant que courant distinct, au sein du courant révolutionnaire.

## Citation
« Je déteste le communisme, parce qu'il est la négation de la liberté et que je ne puis concevoir rien d'humain sans liberté. Je ne suis point communiste parce que le communisme concentre et fait absorber toutes les puissances de la société dans l'État, parce qu'il aboutit nécessairement à la centralisation de la propriété entre les mains de l'État, tandis que moi je veux l'abolition de l'État... Je veux l'organisation de la société et de la propriété collective ou sociale de bas en haut par la voie de la libre association, et non de haut en bas, par le moyen de quelque autorité que ce soit. Voilà dans quel sens je suis collectiviste et pas du tout communiste. »

## Réception critique
Selon le philosophie Jean-Christophe Angaut, dès 1874, dans les notes dont il couvre les marges du dernier ouvrage de Bakounine, Étatisme et anarchie, Karl Marx estime que « Bakounine a simplement traduit en langue tartare sauvage l'anarchie de Proudhon et de Stirner »

## Éditions en français
- Traduit du russe par Marcel Body et introduit par Arthur Lehning, Éditions Brill, 1967,  (ISBN 9789004001237), (OCLC 948108956).

- Le texte est reproduit par les Éditions Champ libre, en 1976, dans les Œuvres complètes de Bakounine, volume 4[4]

- Réédition en f&c-similé, en 2003 et 2013 aux Éditions Tops-H. Trinquier[5]